# 陳伯山
陳伯山（ちん はくさん、550年 - 589年）は、南朝陳の皇族。鄱陽王。文帝陳蒨の三男。字は静之。

## 経歴
陳蒨と厳淑媛のあいだの子として生まれた。天嘉元年（560年）7月、鄱陽王に封じられた。10月、東中郎将・呉郡太守に任じられた。天嘉6年（565年）12月、縁江都督・平北将軍・南徐州刺史に転じた。天康元年（566年）5月、鎮北将軍に進んだ。光大元年（567年）2月、鎮東将軍・東揚州刺史に転じた。太建元年（569年）1月、召還されて中衛将軍・中領軍に任じられた。太建6年（574年）6月、征北将軍・南徐州刺史となった。太建7年（575年）10月、征南将軍・江州刺史に転じた。太建11年（579年）6月、入朝して中権将軍・護軍将軍の号を受けた。太建13年（581年）1月、開府儀同三司の位を受けた。太建14年（582年）1月、後主が即位すると、中権大将軍に進んだ。至徳4年（586年）1月、鎮衛将軍に進んだ。9月、持節・都督東揚豊二州諸軍事・東揚州刺史として出向し、侍中の位を加えられた。禎明元年（587年）、生母が死去したため、辞職して喪に服した。禎明2年（588年）、再起して鎮衛大将軍・開府儀同三司となった。
禎明3年（589年）1月、死去した。享年は40。まもなく陳が滅んだため、贈諡はなかった。

## 子女
- 陳君範（隋の温県県令）
- 陳君通（淄州刺史）
- 陳君賓（虔州刺史）

## 伝記資料
- 『陳書』巻28 列伝第22
- 『南史』巻65 列伝第55